# 5ª Divisione fanteria "Cosseria"
La 5ª Divisione fanteria "Cosseria" fu una grande unità del Regio Esercito durante la seconda guerra mondiale. Si trattava di una divisione di fanteria di linea che combatté e venne quasi totalmente distrutta in Russia nel dicembre 1942.

## Storia

### Origini e costituzione dell'unità
Il 1º gennaio 1935, la 5ª Divisione Militare Territoriale di Imperia fu trasformata in Divisione di fanteria di "Cosseria", mantenendo la medesima numerazione (5ª). La nuova Divisione raggruppava la Brigata di fanteria "Cosseria" (che ha le sue origini nella Brigata "Salerno" costituita il 7 giugno 1883 con alle sue dipendenze organiche l'89º e il 90º reggimento di fanteria. In seguito, in rispetto della legge dell'11 marzo 1926 sul nuovo ordinamento dell'esercito, che prevedeva la costituzione delle brigate su tre reggimenti, il 1º novembre 1926, il Comando Brigata venne sciolto e l'89º Reggimento fanteria "Salerno" viene assegnato alla V Brigata di Fanteria e il 90º Reggimento fanteria viene assegnato alla I Brigata di Fanteria), con il 41º e 42º fanteria Modena e l'89º fanteria, nonché il 29º reggimento artiglieria di Divisione. Il 19 agosto dello stesso anno, la 5ª Divisione fanteria "Cosseria", unitamente alla Brigata di fanteria di "Cosseria" con i soli 41º e 42º Reggimenti e il 29º artiglieria furono inviati nelle colonie italiane d'Africa. Nel contempo, dall'agosto 1935 al settembre 1936, durante il periodo di permanenza in Africa della grande unità, l'89º fanteria, il 43º fanteria e il 48º reggimento d'artiglieria per Divisione di fanteria danno vita alla Divisione di Fanteria Cosseria II (poi 105ª). Il 25 marzo 1939, in seguito all'adozione della divisione di composizione binaria, la Divisione d'Imperia con l'89º e il 90º Reggimento fanteria e il 37º reggimento Artiglieria Divisionale, costituiranno la 5ª Divisione di fanteria "Cosseria", mentre il 41º fanteria e il 42º fanteria e il 29º artiglieria andarono a formare la nuova 37ª Divisione fanteria "Modena".

### Guerra di Etiopia
Partecipa tra il 1935 e il 1936 alla campagna d'Etiopia agli ordini del generale Adolfo Olivetti. In settembre 1935 viene trasferita in Cirenaica, a Bengasi, per acclimatarsi e vi rimane fino a dicembre. Giunta in Etiopia nel gennaio 1936, viene dislocata a Adi Gualà, nell'alto Mareb, dove svolge principalmente attività di controllo e protezione delle retrovie del fronte. Faceva parte del IV Corpo d'armata agli ordini del generale di divisione Ezio Babbini. In marzo avanza verso Axum ed in aprile è dislocata ad Adua. Rientra in patria in settembre.

### La seconda guerra mondiale
Il 10 giugno 1940, all'entrata in guerra contro la Francia, la divisione è schierata con i suoi reparti lungo la frontiera occidentale, nel settore che dal mare andava al monte Grammondo, ad ovest della Val Roia, sulle pendici della Cima Longoira. Dopo una prima fase di stallo, il 20 giugno attacca le posizioni nemiche che presidiano Ponte San Luigi, lungo la via Aurelia, e più a nord Passo San Paolo e quelle nella zona Colletti. La Divisione incontrò una forte resistenza a Ponte San Luigi, dove una piccola opera difensiva della linea Maginot, con una decina di soldati, inchiodò i reparti entro il confine italiano. Quando il 22 giugno, rotto il fronte a Passo San Paolo la Divisione riuscirà ad aggirare l'opera di ponte San Luigi, la stessa, supportata anche dal fuoco di copertura dell'opera di Cap Martin, non capitolò. Nonostante diverse incursioni e la pressione delle truppe italiane, il piccolo bunker continuò a resistere fino alla fine delle ostilità. Nel frattempo, fu ampliata la zona conquistata a nord e a ovest di Mentone sulla strada per Castellar e verso Roquebrune. Alla firma dell'armistizio con la Francia, i reparti della "Cosseria" rimasero in territorio di occupazione fino alla metà di agosto, quando la Divisione venne fatta rientrare in Italia per impiegare le truppe in difesa delle coste della Liguria occidentale.
Dal giugno del 1942, terminato il compito di difesa costiera in Liguria, la Divisione riceve ordine di trasferimento sul fronte russo-tedesco dove giunge, senza il 37º Reggimento artiglieria sostituito dal 108°, a Gorlowka nei primi giorni di luglio. Il primo incarico assunto fu nelle retrovie del XXXV Corpo d'armata come grande unità di riserva. Più tardi seguì nell'avanzata le unità attaccanti e il 15 luglio giunse nella zona di Stalino (Doneck), il 25 a Voroshilovgrad, da lì proseguì verso il fiume Don, dopo aver superato il Donez a Luganskaja. Nella primi quindici giorni di agosto, i reparti della Divisione "Cosseria", inquadrati nel II Corpo d'armata, furono assegnati al controllo di un tratto di fronte sul Don, a nord della Divisione "Ravenna", nel settore compreso fra Novo Kalitwa e l'ansa di Manon. Durante la prima offensiva sovietica sul Don, portata dal 20 al 26 agosto, i reparti della Divisione sostengono nuovi combattimenti per rinforzare il fronte, resistendo senza cedere terreno sulle posizioni attaccate di Krassno Orechowoje. L'11 settembre, durante l'ennesimo tentativo di sfondare a Krassno Orechowoje e a Deresowko, la Divisione perse alcuni posizioni che vennero, in un immediato contrattacco portato il giorno successivo, riportate nelle linee italiane. In seguito, la divisione fu, in parte avvicendata dal fronte e impiegata di rincalzo alla Divisione "Ravenna" e in parte inviata in riordinamento nelle retrovie. A metà dicembre, la "Cosseria" prende parte alla seconda battaglia difensiva del Don e durante i successivi attacchi portati con particolare violenza sul settore dal giorno 13 al 16, uno sfondamento si produce in direzione di Orobinskij, da cui viene minacciato l'aggiramento di tutta la Divisione. A causa delle gravi perdite subite la Divisione viene sostituita in linea da unità tedesche e impiegata nuovamente in rinforzo della Divisione "Ravenna", nella retrovie, nella zona di Rowenko. Questa manovra permise alle truppe di riordinarsi e assumere successivamente il controllo e la difesa delle linee di rifornimento. I successivi avvenimenti bellici sfavorevoli, causati dall'ulteriore pressione nemica nelle zone di rottura del fronte costringono i resti della divisione a ripiegare. Lo spostamento verso sud-ovest venne effettuato mantenendo una fronte di linea allargato, successivamente, le colonne ripiegarono su uno o più itinerari, sempre incalzati dalla pressione delle unità corazzate nemiche agenti sui reparti arretrati della divisione. Il 2 gennaio 1943, le residue truppe vengono inviate a difendere l'abitato di Roven'ki, alle dipendenze del Corpo d'Armata Alpino. In seguito, i resti stremati della Divisione continuarono nell'estenuante marcia che li riportò sul Donez a Forschadt e quindi, da lì a raggiungere Izjum. Iniziò così la lunga marcia della ritirata che compirono a piedi i fanti della "Cosseria", percorrono più di 1.300 km attraverso Charkiv, Ahtyrka, Romny, Priluki, Neshin, fino a Novo Beliza, nelle vicinanze di Homel', che fu raggiunta il 7 marzo.
Rimpatriata tra la fine di aprile ai primi di maggio 1943, la Divisione venne accasermata in Toscana per potersi riordinare. Dalla Toscana venne dislocata per una breve periodo a Milano. Il 25 luglio fu spostata a Sesto S. Giovanni in servizio di ordine pubblico. Lì cessò ogni attività militare il 12 settembre in conseguenza dell'armistizio dell'8 settembre.

## Ordine di battaglia
La 5ª Divisione di Fanteria era così composta:

### Durante la guerra d'Etiopia 1935-1936
- 89º Reggimento fanteria "Salerno"
- 90º Reggimento fanteria "Salerno"
- 37º Reggimento artiglieria "Piemonte"

### Nel 1940
- 89º Reggimento fanteria "Salerno"
- 90º Reggimento fanteria "Salerno"

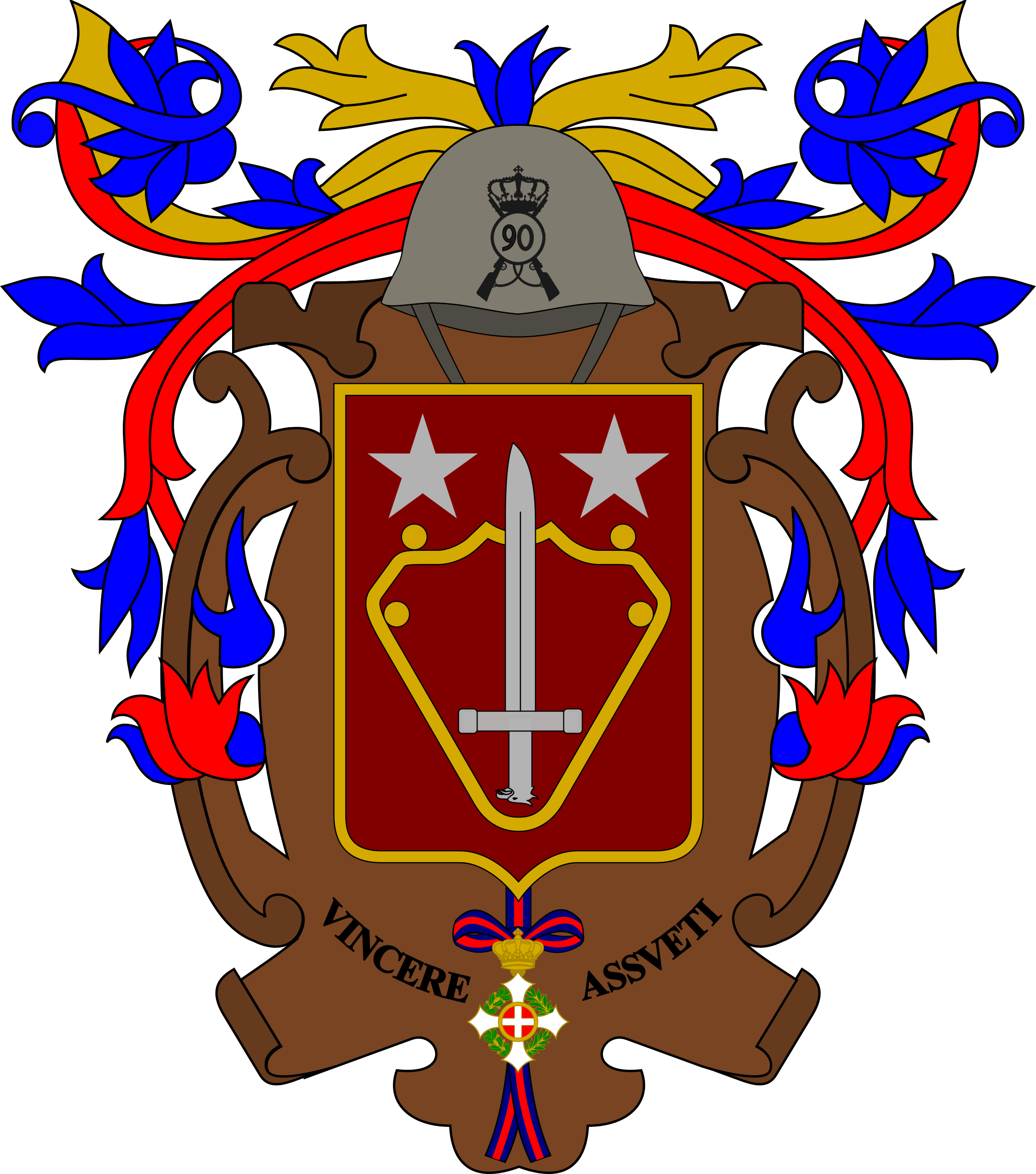
Stemma araldico del 90º Reggimento fanteria "Salerno", 1939

- 37º Reggimento artiglieria (sostituito nel 1942 dal 108º)
  - due gruppi da 105/28
  - due gruppi da 75/18
  - una batteria contraerea da 20/65
- X Battaglione mortai da 81
- V Battaglione mortai da 81
- un battaglione cannoni controcarro da 47/32
  - 135ª Compagnia cannoni controcarro
  - 355ª Compagnia cannoni controcarro
  - una compagnia semoventi da 47/32
- 23ª Compagnia genio artieri
- 5ª Compagnia mista telegrafisti/marconisti
- una sezione di foto-elettricisti
- 7ª Sezione sanità
  - 118º Ospedale da campo
  - 119º Ospedale da campo
  - 513º Ospedale da campo
  - 515º Ospedale da campo
- 13ª Carabinieri Reali
- 14ª sezione Carabinieri Reali
- 42º Ufficio Posta Militare

### Dall'entrata nel 2º conflitto mondiale all'agosto 1942
- - Comando della fanteria divisionale (Gen. B. Vincenzo Robertiello dal 1º marzo 1942)
- 89º reggimento fanteria "Salerno"
  - I Battaglione fanteria
  - II Battaglione fanteria
  - III Battaglione fanteria
  - compagnia mortai
  - batteria cannoni da 65/17
- 90º reggimento fanteria "Salerno"
  - I Battaglione fanteria
  - II Battaglione fanteria
  - III Battaglione fanteria
  - compagnia mortai
  - batteria cannoni da 65/17
- 108º Reggimento artiglieria
  - I Gruppo artiglieria leggera su 3 batterie da 75/18
  - II Gruppo di artiglieria leggera su 3 batterie da 75/18
  - III Gruppo di artiglieria pesante su 3 batterie da 105/28
- CV Battaglione mortai da 81 mm
- 87ª Batteria artiglieria contraerea da 20/65
- 305ª Batteria di artiglieria contraerea da 20/65
- un battaglione cannoni controcarro da 47/32 
  - 135ª Compagnia cannoni controcarro da 47/32
  - 355ª Compagnia cannoni controcarro da 47/32
- 23ª Compagnia genio artieri
- 5ª Compagnia mista telegrafisti/marconisti
- 53º Sezione foto-elettricisti
- 53ª Compagnia panettieri
- 48ª Compagnia di sussistenza
- 134ª Colonna leggera di sussistenza motorizzata
- 248ª Colonna leggera di sussistenza motorizzata
- 13ª Compagnia di minuto mantenimento motorizzata
- 47ª Sezione sanità
  - 118º Ospedale da campo
  - 119º Ospedale da campo
  - 120º Ospedale da campo
  - 243º Ospedale da campo
  - 512º Ospedale da campo
  - 513º Ospedale da campo
  - 514º Ospedale da campo
  - 515º Ospedale da campo
  - 105º Ospedale chirurgico
- 13ª Sezione Carabinieri Reali
- 14ª Sezione Carabinieri Reali
- 42º Ufficio Posta Militare

### Dall'agosto 1942, durante la campagna di Russia
- 89º reggimento fanteria "Salerno"
  - I Battaglione fanteria
  - II Battaglione fanteria
  - III Battaglione fanteria
  - compagnia mortai
  - batteria cannoni da 65/17
- 90º reggimento fanteria "Salerno"
  - I Battaglione fanteria
  - II Battaglione fanteria
  - III Battaglione fanteria
  - compagnia mortai
  - batteria cannoni da 65/17
- 108º Reggimento artiglieria
  - I Gruppo artiglieria leggera su 3 batterie da 75/18
  - II Gruppo di artiglieria leggera su 3 batterie da 75/18
  - III Gruppo di artiglieria pesante su 3 batterie da 105/28
- CV Battaglione mortai da 81 mm
- 87ª Batteria artiglieria contraerea da 20/65
- 305ª Batteria di artiglieria contraerea da 20/65
- un battaglione cannoni controcarro da 47/32 
  - 135ª Compagnia cannoni controcarro da 47/32
  - 355ª Compagnia cannoni controcarro da 47/32
  - 72ª Compagnia cannoni controcarro da 75/39
- 23ª Compagnia genio artieri
- 5ª Compagnia mista telegrafisti/marconisti
- 53º Sezione di foto-elettricisti
- 5ª Sezione trasporti
- 48ª Compagnia di sussistenza
- 47ª Sezione sanità
  - 118º Ospedale da campo
  - 119º Ospedale da campo
  - 120º Ospedale da campo
  - 243º Ospedale da campo
  - 512º Ospedale da campo
  - 513º Ospedale da campo
  - 514º Ospedale da campo
  - 515º Ospedale da campo
  - 105º Ospedale chirurgico
- 13ª Sezione Carabinieri Reali
- 14ª Sezione Carabinieri Reali
- 42º Ufficio Posta Militare

### II Corpo d'armata
Il II Corpo dell'8ª Armata comprendeva:
- 5ª Divisione fanteria "Cosseria", formata dai reggimenti di fanteria 89º e 90º "Salerno" ed il 108º Reggimento artiglieria divisionale, rinforzata dal 318º Reggimento granatieri tedesco (3 battaglioni).
- 3ª Divisione fanteria "Ravenna", formata dai reggimenti di fanteria 38º e 37º "Ravenna" ed il 121º Reggimento artiglieria divisionale, rinforzata da 3 compagnie controcarro tedesche (22 pezzi in totale).
- un battaglione guastatori;
- 2º Raggruppamento artiglieria di Corpo d'armata;
- un battaglione/219ª Legione Camicie nere XXIII Marzo/1ª Divisione CC.NN. "23 marzo";
- III Gruppo/201º reggimento artiglieria motorizzato controcarro;
- XXXI Gruppo cannoni da 149/40/9º Raggruppamento artiglieria d'Armata;
- 101ª Compagnia genio-traghettarori.

Per un totale di:
- 20 battaglioni fucilieri;
- 33 batterie con 132 bocche da fuoco d'artiglieria;

## Comandanti
Comandanti (1935-1943)
- Gen. D. Adolfo Olivetti (1935-1936)
- Gen. B. Alberto Vasarri (10-19 giugno 1940)
- Gen. B. Umberto Mondadori (20 giugno - 31 agosto 1940)
- Gen. D. Enrico Gazzale (1º settembre 1940 - 1º aprile 1943)
- Gen. B. Vincenzo Robertiello (2 aprile - 12 settembre 1943)